# Variações em um tema rococó para violoncelo e orquestra (Tchaikovski)

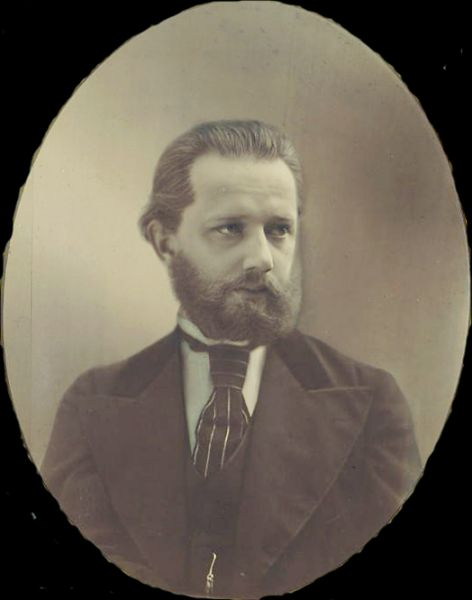
Piotr Ilitch Tchaikovski, compositor da obra

As Variações em um tema rococó para violoncelo e orquestra (Вариации на тему рококо, em russo) em Lá maior, op. 33, foram escritas pelo compositor Piotr Ilitch Tchaikovski entre dezembro de 1876 e janeiro de 1877.
A estréia aconteceu em Moscou, Rússia, dia 30 de dezembro de 1877, sob a regência de Nikolai Rubinstein e com Wilhelm Fitzenhagen no violoncelo. Tchaikovski dedicou  as variações rococó a Fitzenhagen.
Tchaikovski também escreveu um arranjo para violoncelo e piano em dezembro de 1876.
Em 1878, Fitzenhagen publicou a primeira edição da obra com diversas alterações.

## Tema e variações
1. Moderato assai quasi Andante – Thema: Moderato semplice
2. Var. I — Tempo della Thema
3. Var. II — Tempo della Thema
4. Var. III — Andante sostenuto
5. Var. IV — Andante grazioso
6. Var. V — Allegro moderato
7. Var. VI — Andante
8. Var. VII e Coda — Allegro vivo

## Instrumentação

### Solista
- Violoncelo

### Madeiras
- 2 flautas
- 2 oboés
- 2 clarinetes (em Lá)
- 2 fagotes

### Metais
- 2 trompas (em Fá)

### Cordas
- Violinos I
- Violinos II
- Violas
- Violoncelos
- Contrabaixos

## Duração
As Variações em um tema rococó para violoncelo e orquestra duram aproximadamente 18 minutos.